# خوان آنخل سگورو
خوان آنخل سگورو (انگلیسی: Juan Ángel Seguro؛ زادهٔ ۱۹ ژانویهٔ ۱۹۸۴) بازیکن سابق فوتبال اهل مکزیک است که در پست هافبک بازی می‌کرد.